# Cité atomique d'Angarsk
La cité atomique d'Angarsk est un complexe nucléaire russe basé à Angarsk dans l'oblast d'Irkoutsk au sud-centre de la Russie près du lac Baïkal. Cet important complexe dispose de plusieurs réacteurs de recherches de différentes technologies nucléaire et thermonucléaire en activités, d'autres en démantèlement. Le complexe comporte une usine de raffinage et de conversion de concentrés d'uranium, une usine d'enrichissement d'uranium, une douzaine de laboratoires et un centre de retraitement des déchets nucléaires. Le site emploie 1 020 personnes en 2015.
La cité atomique d'Angarsk est la propriété de l'Agence fédérale du nucléaire russe, à savoir la société d'État Rosatom. L'entreprise exploitante Angarsk Electrolysis Chemical Combine (AECC) est une filiale de Rosatom incluse dans la société russe productrice de combustible nucléaire TVEL.
Les installations qui la composent font partie d'un consortium russo-franco-japonais partagé à 75 % pour Rosenergoatom, 15 % pour EDF-CEA et 10 % pour Rezhima-Mitsubishi N.P.[réf. nécessaire]
Pour l'Agence internationale de l'énergie atomique, le nom de code de la cité atomique est "STG 009-72".

## Histoire
Le projet de bombe atomique soviétique, lancé en 1943, aboutit le 29 août 1949 avec le premier essai atomique russe « Premier éclair » dans le polygone nucléaire de Semipalatinsk au Kazakhstan.
Parallèlement, l'URSS met au point dans les années 1950 les réacteurs de grande puissance à tubes de force (RBMK), à la fois pour produire du plutonium nécessaire pour les bombes nucléaires de l'arsenal nucléaire de la Russie, et de l'électricité avec la chaleur générée par les réacteurs. 
En 1954, pour produire à grande échelle le combustible nucléaire alimentant les centrales nucléaires russes, l'URSS fonde le complexe d'électrolyse chimique de Angarsk. Le 21 octobre 1957, 308 centrifugeuses sont mises en service pour enrichir l'uranium par diffusion gazeuse, et Angarsk fournit son premier lot d'uranium enrichi cette même année. En 1963, la construction de l'usine d'enrichissement est terminée et elle atteint sa production nominale. 
En 1965 est mise en service une usine de conversion de l'uranium en hexafluorure d'uranium, un produit pouvant être enrichi en uranium-235. L'usine reçoit des concentrés d'uranium provenant des mines d'uranium. Le procédé mis en place à Angarsk utilise un réacteur à flamme, contrairement à l'usine de Métropolis (États-Unis) qui utilise une voie sèche depuis 1959, et à l'usine Comurhex de Pierrelatte (France) qui utilise une voie humide depuis 1962. 
À la fin des années 1960 démarre la production de la mine d'uranium de Krasnokamensk en Sibérie de l'Est .

### Naissance du projet ANGOÏSKA
En 1970, le gouvernement soviétique est inquiet quant à savoir la fiabilité et la rentabilité de son programme nucléaire civil lourdement affecté par la Seconde Guerre mondiale et la guerre froide en cours avec les États-Unis. Une tournée nationale entreprise par l'Agence fédérale du nucléaire Soviétique établit que les réacteurs RBMK en production manifestent des signes de vieillesse des infrastructures et d'une technologie obsolète d'exploitation.
Ayant ce rapport des experts en mains, le Kremlin décide alors de lancer un programme de recherche et développement atomique baptisé « Atomvenezprom ». Un appel à candidature est lancé dans l'URSS entière afin de trouver une entité capable de prendre en charge cette tâche.
L'entreprise preneuse a pour mission de trouver un nouveau procédé de production énergétique nucléaire afin d'anticiper le remplacement futur des vieux réacteurs de technologie RBMK et ce pour un contrat de 10 ans.
En 1972, la société ukrainienne SUFK empoche la mise. Son PDG, Sergueï Doumanov, présente au Kremlin le projet ANGOÏSKA, un centre de recherche expérimental où seraient implantés un réacteur de recherche, un laboratoire, une cité urbaine ouvrière et une centrale de production de 600 mégawatts pour fournir les besoins en électricité.
En 1973, après les études de conception, le Kremlin annonce officiellement la validation pour le lancement du projet ANGOÏSKA par SUFK sous la surveillance de l'Agence fédérale. Le lieu choisi est une vaste plaine déserte dans le sud-centre de la Russie, au nord du lac Baïkal dans l'oblast d'Irkoutsk. 

### Construction du centre
Le 2 février 1978, les travaux de construction du centre de recherches s’achèvent, au moment où diverge la centrale nucléaire de production d'électricité. Plus de 560 personnes (ouvriers, ingénieurs, administratifs, etc.) sont alors employés dans ce centre.
La petite cité urbaine est baptisé Angarsk, en l'hommage au fondateur de SUFK Domnik Angarsky. 
Une fois le centre bâti, il entreprend des opérations de recherche pour remplacer rapidement les réacteurs à eau bouillante modérés au graphite (RBMK) de conception soviétique, par une nouvelle technologie plus fiable, plus propre et nettement plus rentable et productive.
Les ingénieurs de SUFK penchent pour la technologie WWER, un réacteur à eau pressurisée modérée à l'eau, et conçoivent le premier réacteur nommé W-230. La construction dure 2 ans et sa mission de recherche est planifiée pour 5 ans.
Fort du constat plus que satisfaisant des recherches entreprises par SUFK sur son centre de recherche nucléaire, le gouvernement soviétique décide alors d'injecter un fond de 30 millions de roubles au budget net de SUFK et par conséquent d'inscrire l'entreprise au capital soviétique permettant au Kremlin de devenir actionnaire majoritaire à 75 % du centre.
En 1981 donc, SUFK devient une société anonyme fédérale privatisée et possède une double casquette : privée et publique.

### Accident de 1983
Le succès est de courte durée puisqu'en hiver 1983, l'unité de recherche W-230 est arrêtée en catastrophe à la suite de la perte du circuit de refroidissement. La saison hivernale étant très rude dans cette partie de la Russie, la température du circuit de refroidissement s'est abaissée plus que prévu par les météorologues du centre et provoque un choc thermique dans les conduits d'eau du réacteur. Comble de malchance, ce sont d'énormes blocs de glace qui viennent boucher les conduits d'eau des stations de pompage, provoquant ainsi la montée en température du circuit primaire.
Beaucoup trop endommagé pour continuer à fonctionner, l'unité W-230 est mise à l'arrêt temporairement, puis définitivement en 1984 décrété par l'Agence fédérale mettant fin au projet ANGOÏSKA.
Le centre de recherche reste donc en inactivité, où seule la centrale de production continue de fonctionner. Le directoire de SUFK entame alors un long débat avec l'Agence fédérale pour relancer les recherches avec un deuxième réacteur expérimental. Le sort a fait qu'en 1986, la catastrophe nucléaire de Tchernobyl en Ukraine n'arrange pas les choses (sachant que ce type de réacteur avait été conçu à l'époque par SUFK même, le directoire est contraint de prouver à multiples reprises son innocence sur les faits de l'accident). L'opinion publique européenne voit à ce moment-là d'un très mauvais œil l'industrie nucléaire, et l'AIEA (Agence Internationale de l’Énergie Atomique) met le grappin sur l'Agence fédérale soviétique et effectue pendant 2 ans post-Tchernobyl des séries de visites sur l'ensemble du parc nucléaire soviétique.
De lourdes manifestations ont lieu à Irkoutsk entre forces de l'ordre et manifestants anti-nucléaires, ces derniers réclamant la fermeture du centre d'Angarsk.

### Programme ANGOÏSKA II
En 1988, le directoire de SUFK, soucieux de sauvegarder son centre, convie les inspecteurs de l'Agence fédérale et de l'AIEA à une présentation d'un possible programme ANGOÏSKA II au centre d'Angarsk.
Ce projet a pour but la conception d'un réacteur expérimental de type WWER de deuxième génération, intégrant le retour d'expérience du premier prototype W-230 ainsi que celui de Tchernobyl 4 par la même occasion.
À la suite de longues réunions décisionnaires, l'AIEA en concordance avec l'Agence fédérale valide le lancement du programme ANGOÏSKA II sous condition. Les internationaux doivent avoir les informations sur l'état de l'installation en permanence via l'Agence fédérale et au moindre dysfonctionnement pouvant occasionner un accident, le programme serait arrêté et le centre mis en démantèlement.
À la fin de 1990, le réacteur W-213 voit le jour.

### La chute du régime socialiste
En 1991, le réacteur expérimental W-213 est à plein régime et les recherches se montrent fructueuses pour SUFK. Cependant un problème de taille se présente à eux. Le 26 décembre 1991, l'URSS chute sous l'accord de Minsk entrainant avec elle une crise économique dans l'ensemble des ex-républiques soviétiques.
SUFK se retrouve rapidement la tête sous l'eau car 75 % des fonds budgétaires de l'entreprise sont détenus par Moscou depuis son entrée dans le capital soviétique en 1981. La chute du régime socialiste fait plonger SUFK en faillite et faute de moyens pour financer les recherches, le centre se retrouve à nouveau à l'arrêt. Un arrêt qui dure 3 ans.
Le programme ANGOÏSKA II vient de s'éteindre...

### La CEI et le Consortium Asio-Européen
À la suite de la chute du régime socialiste soviétique, SUFK vient de perdre son statut et toutes ses ressources pour avancer. En 1992, Boris Vladzicz alors actuel PDG du directoire de l'entreprise, fait fermer le centre d'Angarsk pour cessation d'activité et décrète la dissolution ferme de SUFK.
Le site d'Angarsk est alors récupéré par la Communauté des États indépendants, entité provisoire remplaçante de l'ex-URSS et placé sous contrôle total de la Société nationale de sureté nucléaire civile (intendante de l'Agence fédérale dissoute) qui devait prévoir le démantèlement de l'ancien centre de recherche. Les agents de la NSCS font alors une découverte marquante lors de la visite sur le site puisque 3 560 m2 que comporte le centre était destiné à la production secrète de plutonium militaire soviétique. La CEI comprend alors que le Kremlin a injecté des fonds à SUFK non pas dans le but de promouvoir seulement son programme nucléaire civil mais aussi son programme militaire.
L'intégralité de cette partie du centre est donc démantelée en premier lieu et s'achève en 1994.
En 1996, le système politique change pour faire disparaitre la CEI et voir la fédération de Russie naître. 
Le système nucléaire russe est remanié et quadrillé en plusieurs entités distinctes.
La NSCS devient Rosatom la nouvelle Agence fédérale de l'énergie atomique. Son dirigeant Sergueï Kirienko confie alors la déconstruction du site d'Angarsk à Atomenergomash le constructeur russe des structures nucléaires civiles.
Mais en 1997, Sergueï Lebedev, président de la fédération de Russie, décide de changer la barre au niveau du programme nucléaire russe et propose à l'AIEA la reprise des activités sur les différents sites de recherches atomiques sur son territoire, dont celui d'Angarsk.
À la suite de plusieurs manifestations anti-nucléaires dans le pays, et de nombreux débats houleux des organisations écologiques russes, l'AIEA confirme en 1998, la reprise des activités dans le secteur de la recherche nucléaire russe.
Pour relancer le site d'Angarsk, Rosatom lance un appel à candidature dans d'autres pays pour former un accord de partenariat avec Rosenergoatom le nouvel exploitant du nucléaire russe. Deux entreprises y répondent favorablement. Il s'agit de la holding nucléaire japonaise Rezhima-Mitsubishi N.P. et de l'exploitant français EDF avec le soutien du CEA auquel vient se greffer la participation d'ingénieurs allemands et suisses.
En 1999 est ratifiée la naissance du consortium russo-franco-japonais VKG Ядерные исследования (VKG Recherches Nucléaires) pour l'exploitation du Complexe de Recherches Nucléaires d'Angarsk.
L'étude de marché définit que 75 % des activités sera donné à Rosenergoatom, 15 % à EDF-CEA et 10 % à Rezhima-Mitsubishi N.P.

### De 2000 à nos jours
La petite cité d'Angarsk est devenue une ville industrielle à part entière et compte près de 12 700 habitants dont les employés du Complexe et leurs familles mais aussi des personnes employées dans la fonction publique de la ville.
Diverses zones industrielles se sont progressivement greffées autour du complexe, un port-docker est construit en 2007 et la gare ferroviaire industrielle s'est vue agrandie.
En mars 2007, Rosatom et l'AIEA étudient la création d'un centre international d'enrichissement de l'uranium à Angarsk[réf. souhaitée]. 
En juillet 2007, 25 militants écologiste campent près de l’usine d’Angarsk pour mettre en garde contre les dangers de radioactivité et lutter contre le projet de centre international d'enrichissement. Lors de l'attaque du campement par une quinzaine d'assaillants fascistes utilisant battes de baseball et barres de fer, sept militants sont blessés dont Marina Rikhvanova, coprésidente de l'organisation environnementale La Vague écologique du Baïkal - Baikal Ecological Wave (BEW), et l'un d'entre eux succombe à ses blessures quelques heures plus tard, Ilya Borodayenko de Nakhodka : il s'agit d'un homme âgé de 26 ans originaire du port de Nakhodka. Selon le ministère de l’Intérieur russe, 13 suspects ont été identifiés et quatre d’entre eux arrêtés, dont Pavel Rikhvanov, le fils de Marina Rikhvanova.
Un centre hospitalier est construit en 2008 financé par VKG, mais aussi un centre d'étude-culturel avec une école primaire, un collège et un lycée polyvalent. Une gare centrale est terminée en 2010 remplaçant la petite gare ferroviaire. Plusieurs quartiers périphériques de la ville voient le jour comme Yasachnaya, Topolek, ou Biliktuy.
En mai 2010, un accord signé entre Rosatom et l’AIEA prévoit la création d'une banque mondiale de combustible nucléaire dans la ville d’Angarsk[réf. souhaitée]. Ce centre fournit d'ores et déjà en combustible le Kazakhstan, l’Ukraine et l’Arménie.
Le 23 novembre 2012 est annoncée la décision de fermer l'usine de conversion d'uranium d'Angarsk en 2016. Les activités de conversion de l'uranium seraient alors délocalisée à Seversk.
En décembre 2014, lors d'une réunion publique, l'entreprise d'électrolyse chimique d'Angarsk admet stocker dans le site 310 des déchets nucléaires contenant de l'uranium, des transuraniens et des produits de fission. 
L'AIEA prévoit pour 2020 sur le site d'Angarsk, l'aménagement d'un futur programme de recherche dans le domaine de l'enrichissement d'uranium. Un super-concentrateur à solénoïde plus avancé que celui présent sur le site français de Cadarache devrait donc y être construit.
Rosatom a également annoncé la construction de deux nouveaux réacteurs de recherches d'ici 2018, un réacteur à neutrons rapides et un réacteur à eau supercritique.